# Caverna de Gorham
A caverna de Gorham é uma caverna marítima natural, localizada em Gibraltar, considerada como uma das últimas habitações dos Neandertais na Europa. A caverna de Gorham dá nome ao complexo, que ainda é formado pelas cavernas Vanguard, Hyaena e de Bennett.
Localiza-se na face sudeste do Rochedo de Gibraltar. Quando habitadas, há 55 mil anos atrás, o mar ficava a 5 quilômetros da entrada da caverna, porém hoje em dia, com as mudanças do nível do mar, o mesmo fica a poucos metros do Mar Mediterrâneo.

## UNESCO
Foi inscrita como Patrimônio Mundial da UNESCO em 2016 por "ser um testemunho excepcional das tradições culturais dos Neandertais na evidência da caça a pássaros e animais marinhos para se alimentarem, uso de penas como ornamentação e a presença de desenhos abstratos nas rochas. Pesquisas científicas aqui contribuíram substancialmente nos debates sobre a evolução do Neandertal e dos humanos."